# Louis Jacob van Zyl
Louis Jacob van Zyl (* 20. července 1985, Bloemfontein) je jihoafrický atlet, sprinter, jehož hlavní disciplínou je běh na 400 metrů překážek.
Reprezentoval na letních olympijských hrách v Pekingu, kde ve finále doběhl na 5. místě. V roce 2011 vybojoval na světovém šampionátu v jihokorejském Tegu bronzovou medaili.

## Osobní rekordy
- 400 m (dráha) – 44,86 s – 26. března 2011, Germiston
- 400 m přek. – 47,66 s – 25. února 2011, Pretoria